# Petite Pakri
Petite Pakri, en estonien Väike-Pakri, est une île d'Estonie située dans le golfe de Finlande, à l'ouest de Tallinn. Malgré son nom, elle est la plus grande des îles Pakri avec ses 12,9 km2. L'île fait partie de la commune de Paldiski.

## Galerie

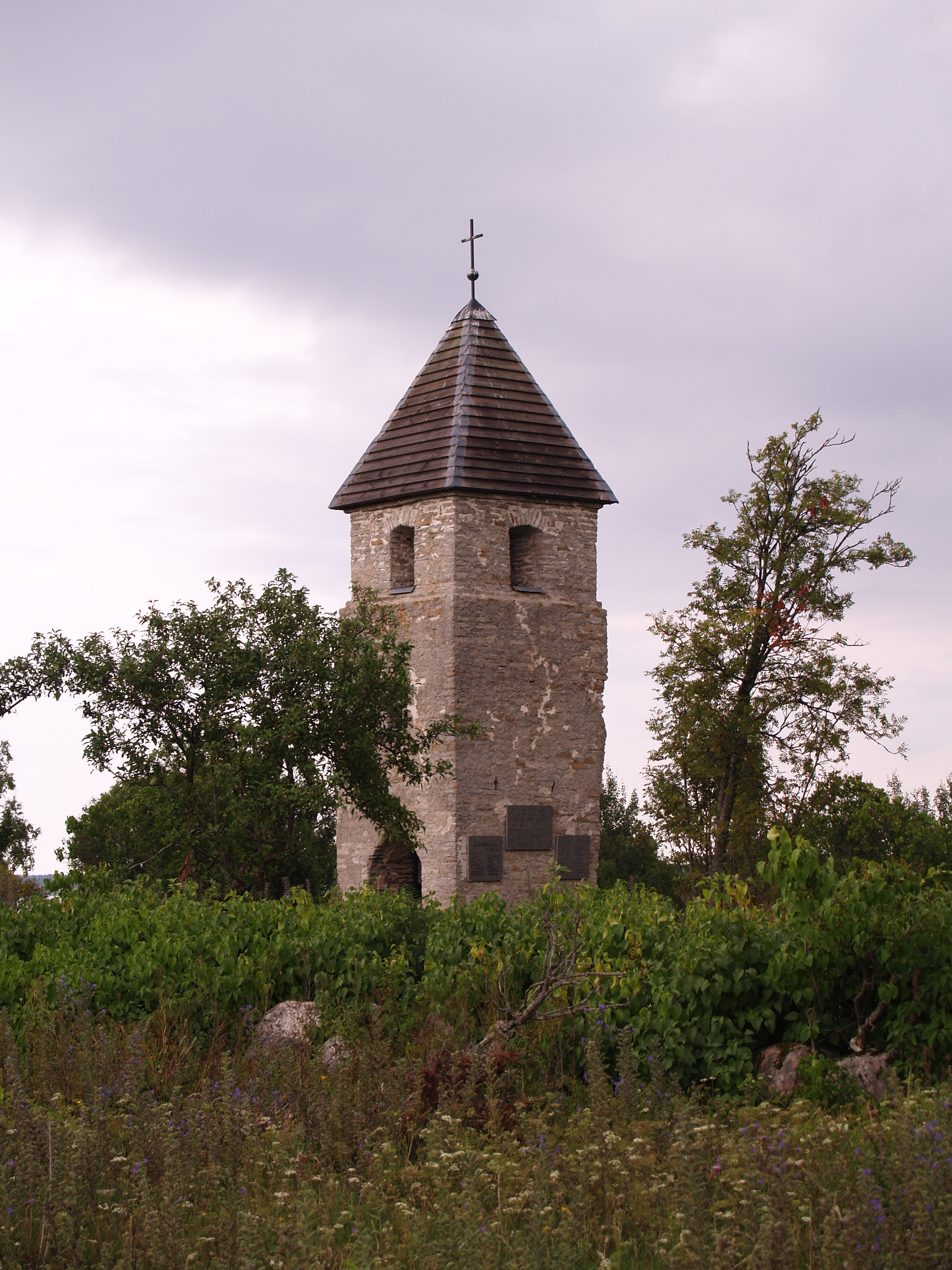
Tour de la Chapelle à Petite Pakri.
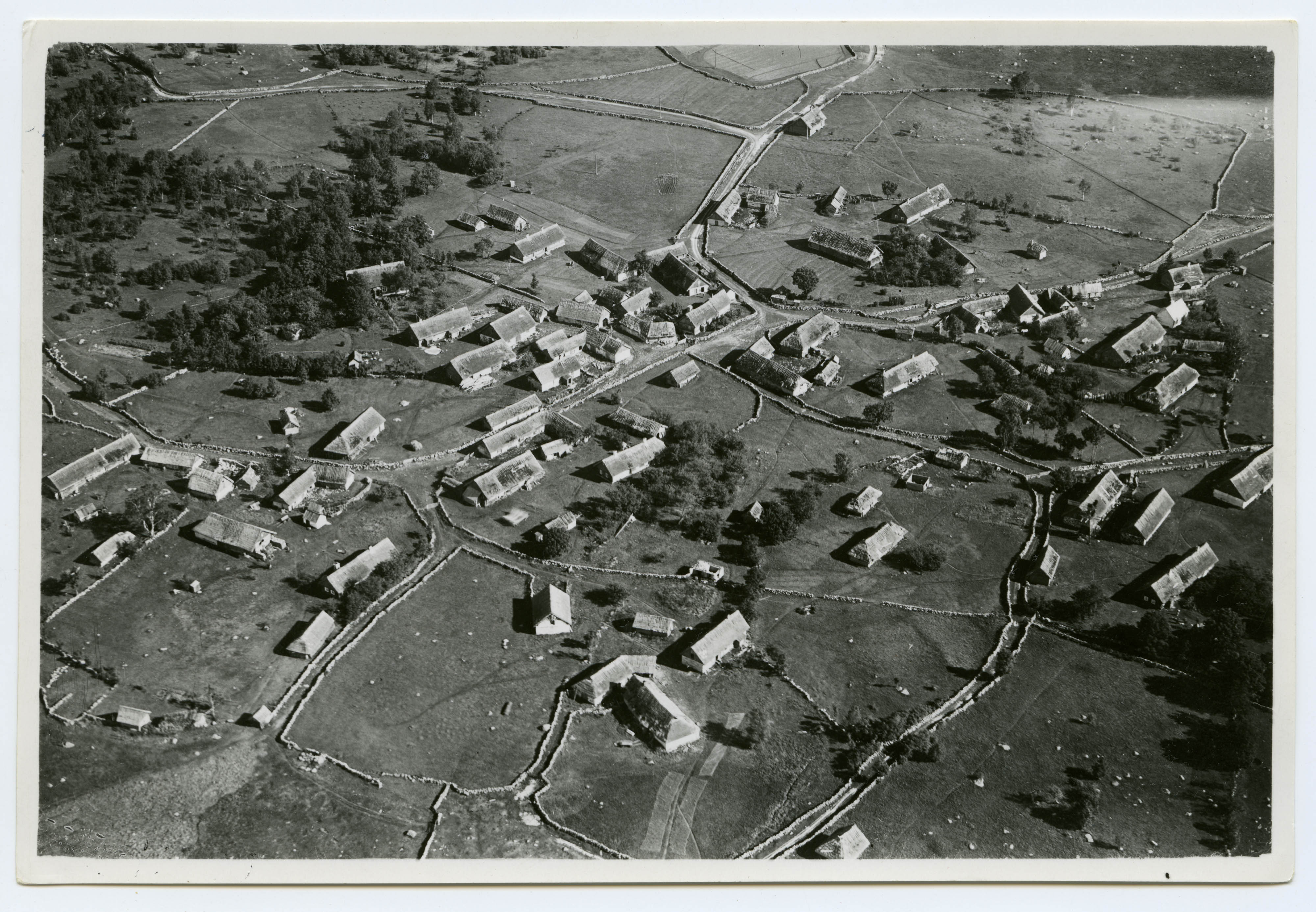
Vue aérienne de Storby, village peuplé de Suédois situé sur Petite Pakri, dans les années 1930.